# Robert Crozier
Robert Crozier (Cadiz, 1827. október 13. – Leavenworth, 1895. október 2.) az Amerikai Egyesült Államok szenátora (Kansas, 1873–1874).